# Convolvulus durandoi
Espèce
Statut de conservation UICN

 NT  : Quasi menacé
Convolvulus durandoi est un liseron dédié à Gaetano Leone Durando (1811-1892), le récolteur des deux syntypes. C'est une plante de la famille des Convolvulacées.

## Description générale
Description extraite de Battandier, J. A. & Trabut, M. (1888), p. 592.
- Appareil végétatif : Souche ligneuse grosse comme le pouce, brune ; tiges robustes étalées, peu volubiles ; feuilles vert sombre, un peu charnues, finement nerviées en réseau transparent, les inférieures souvent orbiculaires, tronquées à la base.
- Appareil reproducteur : pédoncules robustes, quadrangulaires ; sépales charnus au sommet cucullé et étalé en forme de collerette ; corolle très étalée, rose avec une tache plus foncée, rayonnante dans le fond ; capsule et graines du double plus grosses que dans le Convolvulus arvensis ; cotylédons charnus bien plus volumineux.

## Écologie
Ce liseron pousse dans des terrains marécageux ou des prairies humides.
En Algérie, il pousse(ait ?) à El Kala, Djebel Ouahch et dans la Mitidja.
En Tunisie, on le trouve en Kroumirie (Djebel Bir, Fériana) et dans les Mogods (Sejnane).

## Menaces
Battandier et Trabut (1888, p. 512) écrivaient déjà : « excellente espèce en voie de disparition,
un seul défrichement la détruit sans retour ».
La destruction des habitats, principalement par drainage agricole, est une grande menace pesant sur cette plante. Les stations dans la Mitidja ou le site de Sejnane ont ainsi disparu définitivement.
Voilà pourquoi l'UICN classe cette plante comme étant en danger critique d'extinction.
Le Liseron de Durando est protégé en Algérie.

## Mesures de protection
La population d'El Kala est protégée dans le parc national d'El-Kala.
L'UICN demande également
- la protection légale en Tunisie ;
- l'application des mesures légales de conservation ;
- la gestion des populations et la prospection de nouvelles ;
- l'évaluation de la taille des populations ;
- l'étude de la dynamique des populations, de la biologie et de l'écologie des espèces.